# Исеев, Эраст Андреевич
Эраст Андреевич Исеев (1852—1937) — саратовский земский деятель, член III Государственной думы от Саратовской губернии.

## Биография
Потомственный дворянин. Землевладелец Саратовской губернии (449 десятин), домовладелец города Саратова.
Высшее образование получил в Казанском университете по юридическому факультету, по окончании которого в 1875 году зачислился помощником присяжного поверенного округа Саратовской судебной палаты, однако в 1881 году, уже будучи присяжным поверенным, оставил адвокатуру и поступил на службу старшим чиновником особых поручений саратовского губернатора. С 1884 года состоял почетным мировым судьей по Саратовскому округу, с 1890 года — участковым мировым судьей по Камышинскому уезду. В 1885 году был назначен членом от правительства в Саратовское отделение вновь учрежденного Крестьянского поземельного банка, а в 1887—1890 годах был непременным членом Саратовского уездного по крестьянским делам присутствия.
В течение многих лет избирался гласным Саратовского уездного и губернского земских собраний. В 1893 году участвовал в сельскохозяйственных совещаниях как представитель губернского сельскохозяйственного комитета. Избирался членом Саратовского отделения Дворянского земельного банка от местного дворянства. В 1894 году был избран членом губернской земской управы, а через два года — председателем Саратовской уездной земской управы. В 1903 году отказался от этой должности и в следующем году был избран в Саратовскую губернскую комиссию по переустройству быта крестьян. Дослужился до чина статского советника (1907). Состоял пожизненным членом Саратовского отделения Общества Красного Креста.
В 1905 году вступил в Русское собрание, в 1907 году был избран почетным председателем Саратовского городского отдела Союза русского народа. Участвовал в съездах Объединенного дворянства и Всероссийском съезде земских деятелей (1907).
В 1907 году был избран членом III Государственной думы от Саратовской губернии. Входил во фракцию правых. Состоял членом комиссий: по запросам, по рыболовству, о путях сообщения, а также о мерах к упорядочению хлебной торговли. Выступал за сохранение крестьянского волостного суда, против предложенной Столыпиным системы всесословного судопроизводства. Публиковал обзоры думской работы в газете «Земщина». В 1915 году участвовал в совещаниях представителей правых партий в Саратове и Петрограде.
В Гражданскую войну участвовал в Белом движении на Юге России. Служил в Главном управлении Северного Кавказа ВСЮР. В марте 1920 года прибыл в Крым через Грузию. В Русской армии состоял в комендантской части Главной квартиры до эвакуации Крыма. Эвакуировался в Катарро на корабле «Истерн-Виктор».
В начале 1920-х годов жил в городе Баня-Лука, был членом Русской парламентской группы. Скончался в 1937 году. Похоронен на Новом кладбище Белграда. Его вдова София Александровна (1855—1940) похоронена там же. Имел сына Ростислава (1904—?) и дочь Софию (1898—?).